# Pak In-chol
Pak In-chol (16 maggio 1981) è un ex calciatore nordcoreano.